# Communauté de communes Piémont d’Alaric
Die Communauté de communes Piémont d’Alaric ist ein ehemaliger französischer Gemeindeverband mit der Rechtsform einer Communauté de communes im Département Aude in der Region Okzitanien. Sie wurde am 12. Dezember 1994 gegründet und umfasste elf Gemeinden. Der Verwaltungssitz befand sich im Ort Capendu.

## Historische Entwicklung
Mit Wirkung vom 1. Januar 2017 wurde der Gemeindeverband aufgelöst und seine Mitgliedsgemeinden auf die Communauté de communes Région Lézignanaise, Corbières et Minervois und die Carcassonne Agglo aufgeteilt.

## Mitgliedsgemeinden
1. Badens
2. Barbaira
3. Blomac
4. Capendu
5. Comigne
6. Douzens
7. Floure
8. Marseillette
9. Monze
10. Roquecourbe-Minervois
11. Saint-Couat-d’Aude